# Knut Wenzel
Knut Wenzel (* 1962 in Dorsten) ist ein deutscher römisch-katholischer Theologe.

## Leben
Wenzel studierte von 1983 bis 1989 römisch-katholische Theologie und Germanistik an der Universität Regensburg. 1996 fertigte er seine Promotion im Fach Katholische Theologie mit einer Arbeit  zur Narrativen Theologie an. Im Jahr 2002 habilitierte Wenzel im Fach Dogmatik und Dogmengeschichte mit einer Arbeit zur Theologischen Anthropologie. Seit 2007 ist Wenzel Professor für Systematische Theologie und Fundamentaltheologie an der Universität Frankfurt.
Er ist Unterzeichner des Memorandums „Kirche 2011: Ein notwendiger Aufbruch“.

## Werke
- Weltkirchliche Grundoptionen. 30 Jahre Puebla. Erinnerung und Impulse für die deutschsprachige Theologie und Glaubenskommunikation. (gemeinschaftlich mit Thomas Schreijäck). Lit Verlag, Berlin/Münster 2009, ISBN 978-3-643-10161-7.
- Die Religionen und die Vernunft. Die Debatte um die Regensburger Vorlesung des Papstes. ISBN 978-3-451-29709-0
- John Henry Newman: Kirchenlehrer der Moderne. (gemeinschaftlich mit Claus Arnold und Bernd Trocholepczy)
- Kleine Geschichte des Zweiten Vatikanischen Konzils. Herder Verlag, Freiburg/Basel/Wien 2005, ISBN 3-451-28612-2; überarbeitet, aktualisierte und ergänzte Neuausgabe: Das Zweite Vatikanische Konzil. Eine Einführung. Herder-Verlag, Freiburg/Basel/Wien 2014, ISBN 978-3-451-30761-4.
- Glaube in Vermittlung. Theologische Hermeneutik nach Paul Ricœur. Herder, Freiburg 2008, ISBN 978-3-451-29796-0.
- Hobo Pilgrim. Bob Dylans Reise durch die Nacht. Matthias Grünewald Verlag, Ostfildern 2011, ISBN 978-3-7867-2876-4.
- Sakramentales Selbst. Der Mensch als Zeichen des Heils. Herder, Freiburg im Breisgau 2003, ISBN 3-451-28074-4
- Offenbarung – Text – Subjekt. Grundlegungen der Fundamentaltheologie. Herder, Freiburg im Breisgau  2016, ISBN 978-3-451-34908-9